# Ricardo I da Normandia
Ricardo I da Normandia (Fécamp, 28 de agosto de 933 - Fécamp, 20 de novembro de 996), conhecido como Ricardo, o Destemido (em francês: Richard Sans-Peur), foi Duque da Normandia entre 942 e 996. É considerado o primeiro verdadeiro detentor desse título.

## Nascimento
Nasceu filho de Guilherme I da Normandia (900 - 942), e de sua esposa, Esprota, possivelmente entre 932 e 935. Era ainda criança quando seu pai morreu em 942. Sua mãe era uma concubina bretã, capturada durante a guerra por Guilherme e casada com este segundo o rito dinamarquês. Após a morte de Guilherme, esta tornou-se esposa de Esperlengo, um moleiro abastado.

## Vida
Ricardo era ainda uma criança quando seu pai faleceu e, como tal, não tinha poder suficiente para deter Luís IV de França, quando este tomou a Normandia. Luís IV manteve-o aprisionado durante a sua juventude em Laon, sob o pretexto de zelar pela sua educação, mas Ricardo conseguiu escapar com a ajuda de Osmundo de Centeville, Bernardo de Senlis (que fora um companheiro de Rollo da Normandia), Ivo de Bellèsme e Bernardo, o Dinamarquês (antepassado das famílias Harcourt e Beaumont). Em 968, Ricardo concordou submeter-se a Hugo, conde de Paris. Nessa altura, aliou-se a líderes normanos e viquingues, afastou Luís IV de Ruão e recuperou a Normandia em 947. Mais tarde, entrou em quezílias com Etelredo II de Inglaterra, em virtude da Normandia ter comprado uma parte considerável dos saques das invasões viquingues da Inglaterra. Foi necessária a intervenção de um enviado do papa para evitar a guerra. Em 991, Ricardo e Etelredo assinaram um tratado no qual se comprometiam a não ajudar os seus respectivos inimigos. Esta paz contribuiu para o desenvolvimento das relações comerciais entre a Normandia e a Inglaterra.
Ricardo era bilingue, tendo sido bem instruído em Bayeux. Era mais sensível aos seus súbditos dinamarqueses do que aos seus súbditos franceses. Porém, durante os seu reinado a Normandia foi completamente galicizada e cristianizada. Introduziu o sistema feudal, tendo a Normandia se tornado um dos estados mais feudalizados da Europa. Levou a cabo uma grande reorganização do sistema militar normando, baseado em cavalaria pesada. Também se tornou o guardião do jovem Hugo, conde de Paris, após o falecimento do pai deste, em 956.

## Relações familiares
Foi filho de Guilherme I da Normandia (900 - 17 de dezembro de 942), e de Esprota (c. 900 -?).
A sua primeira esposa foi Ema de Paris, que desposou em 960, filha de Hugo, o Grande, conde de Paris. Uniram-se ainda muito jovens. Ela faleceu em 966, sem descendência.
De acordo com Roberto de Torigni, pouco tempo depois da morte de Ema, Ricardo saiu para caçar e parou junto à casa de um silvicultor. Apaixonou-se pela esposa deste, Seinfreda, mas como esta era uma mulher virtuosa, sugeriu que ele namorasse a sua irmã solteira, Gunora de Crépon, em vez dela. Gunora tornou-se sua amante e a família dela ascendeu socialmente. O seu irmão, Herefasto de Crépon, esteve possivelmente envolvido num julgamento controverso relacionado com heresia. Gunora, tal como Ricardo, tinha ascendência nórdica, sendo dinamarquesa de sangue. Ricardo viria a casar-se com ela, para legitimar os seus filhos:
1. Ricardo II da Normandia[3] (nasceu c. 970 - 28 de agosto de 1027) "o bom", Duque da Normandia, casou por duas vezes, a primeira com Judite de Bretanha (980 -?) e a segunda em 1017 com Estride Svendsdatter, embora este casamento possivelmente não tenha ocorrido.
2. Roberto II de Ruão, dito "o Dinamarquês", Arcebispo de Ruão, Conde de Evreux, falecido em 1037, teve filhos com uma senhora de nome Herléva.
3. Maugério, Conde de Corbeil, falecido depois de 1033; o seu alegado neto (ou talvez bisneto) Roberto Fitzhamon foi um importante barão anglo-normando.
4. Ema da Normandia (985 - 1052) casada por duas vezes, a primeira no ano 1000 com Etelredo II de Inglaterra, reis dos saxões (950 - 1016). O segundo casamento foi em 1017 com Canuto II da Dinamarca, "o grande", Rei de Inglaterra, da Dinamarca e da Noruega (995 - Shaftesbury, 12 de Novembro de 1035).
5. Matilde da Normandia (974 - 1005), casou com Eudo II de Blois,[4] conde de Blois, Champanhe e Chartres.
6. Muriela da Normandia (c. 990 - 1025), casada com Tancredo de Altavila, Senhor de Cotentin.
7. Guilherme da Normandia, Senhor de Eu, Senhor de Eu casado com Lezelina de Turquevila (980 -?), filha de Toroldo de Pont-Audemer.
8. Beatriz da Normandia (c. 955 -?) casou com Ebles Comborn de Turenne, 2º visconde de Comborn (v.953-entre 1030 e 1036), 4º visconde de Turenne, filho de Sulpícia de Turenne e Arquibaldo de Comborn.
9. Avoise da Normandia (978 - 21 de fevereiro de 1034) casada com Godofredo I da Bretanha (974 - 1008).
10. Judite da Normandia (980 -) casada com Turstan de Goz (970 - 1041)
11. Fredesenda da Normandia (995 - 1060) casou com Tancredo de Altavila, Senhor de Cotentin, depois do falecimento da sua irmã.

## Amantes
Sabe-se que Ricardo teve diversas amantes, tendo tido filhos de muitas delas. Alguns desses filhos são:
1. Godofredo de Brionne (970-1015)
2. Guilherme de Brionne (†1058)
3. Roberto, Conde de Avranchin
4. Havoise da Normandia (977-1034)

## Morte
Faleceu em Fécamp, na Normandia em 20 de novembro de 996 de causas naturais. Foi sucedido por seu filho, Ricardo II da Normandia.